# Mémé (personnage)
 (octobre 2021).
Si vous disposez d'ouvrages ou d'articles de référence ou si vous connaissez des sites web de qualité traitant du thème abordé ici, merci de compléter l'article en donnant les références utiles à sa vérifiabilité et en les liant à la section « Notes et références ».
Pour les articles homonymes, voir Mémé et Webster.
Mémé (Granny dans la version originale anglaise) est un personnage de dessins animés Warner Bros Looney Tunes et Merrie Melodies. Son vrai nom est Emma Webster. 
Il y a eu deux « Mémé » différentes. La première, créée par Tex Avery, représente une dame âgée bonne vivante et fort joyeuse. Une seconde version, créée par Friz Freleng, montre une dame âgée un peu plus forte, le visage rond, sachant rester calme, et tout aussi protectrice envers son canari Titi face aux convoitises de son chat Sylvestre dit « Grosminet ». Elle possède également un molosse, appelé Hector.

## Histoire du personnage
Mémé a été créée par Friz Freleng et ses origines remontent à 1937, dans le cartoon Merrie Melodies : Entre chien et loup (Little Red Walking Hood) réalisé par Tex Avery. Elle fait de plus en plus d'apparitions dans la série des Looney Tunes produite dans les années 1950 et 1960.
C'est dans C'est pas gagné ! (Canary Row, 1950) qu'elle apparaît pour la première fois accompagnée du canari Titi (Tweety Bird, dans la version originale) et du chat Sylvestre.
Mais c'est dans la série Titi et Grosminet mènent l'enquête (1995) que son personnage est à son apogée. 
Dans Baby Looney Tunes (2002), Mémé a un rôle plus important du fait que c'est la gardienne des Looney Tunes à l'état de bébé, mais pour une raison inconnue, elle éduque les bébés à la place de leurs parents.

## Description
Mémé est une vieille dame un peu forte au sourire bienveillant. Physiquement, elle est habillée comme au début du XXe siècle. Elle est coiffée d'un chignon typique de cette époque, et porte une loupe autour du cou. Même si elle pardonne facilement, il y a des limites à ne pas franchir, notamment un périmètre de sécurité autour de la cage de Titi, son petit canari jaune. Elle n'est pas dupe de tous les stratagèmes plus ou moins fins qu'utilise son chat Sylvestre pour pouvoir l'attraper. 
Malgré son apparence de vieille dame inoffensive, elle a su démontrer son intelligence hors pair qu'elle utilise notamment dans la série Titi et Grosminet mènent l'enquête (1995).
Mémé n'hésite pas à brandir son parapluie sur celui qui ose s'approcher trop près de Titi. Son grand plaisir est de voyager, elle a fait le tour du monde et n'hésite pas à emmener Titi.
Bien qu'elle soit majoritairement vue en compagnie de son oiseau et de son chat, elle apparaît parfois en scène sans ces deux animaux.
Dans La Guerre des galants (1953), elle est courtisée par Sam le Pirate sous la surveillance suspicieuse de Bugs Bunny.
Dans Baby Looney Tunes, contrairement à tous les Looney Tunes qui sont des bébés dans cette série, Mémé reste la même sans aucun changement physique, et est la gardienne des bébés en les éduquant avec bienveillance.
Dans Space Jam : Nouvelle Ère (2021), elle bénéficie, comme d'autres personnages, d'une évolution en 3D lors du match de basket qui conclut le film. Contrairement au premier Space Jam (1996), elle n'est pas seulement sur le bord du terrain, participant aussi au match.